# Уварово (Торопецкий район)
Ува́рово — деревня в Торопецком районе Тверской области. Входит в состав Плоскошского сельского поселения, в 2006—2013 годы являлась центром Уваровского сельского поселения.

## География
Деревня расположена в северо-западной части района. Находится в 54 километрах к северо-западу от районного центра Торопец, на левом берегу реки Кунья. Соединена с соседней деревней Краснодубье автомобильным мостом. 

## История
В Списке населённых мест Псковской губернии в Холмском уезде значится усадьба Уварово при реке Кунье (4 двора, 16 жителей).
В 1940 году деревня Уварово центр Куньевского сельсовета в составе Плоскошского района Калининской области.
В 1970-80-е годы Уварово — центральная усадьба колхоза «Россия».
В 1997 году — 56 хозяйств, 156 жителей. Администрация сельского округа, средняя школа, детсад, ДК, библиотека, медпункт, филиал сбербанка, отделение связи.

## Население
| 2010 |
| ---- |
| 72   |

Население по переписи 2002 года — 134 человека, 63 мужчины, 71 женщина.
Национальный состав
Согласно результатам переписи 2002 года, в национальной структуре населения русские составляли 92 % от жителей.